# بایه

بایه شهری در شهرستان سولنزو در استان بانوا در بورکینافاسوی غربی است و جمعیت آن ۵,۴۷۸ نفر است.